# 전공지
전공지(田拱之, 미상 ~ 1014년 6월 21일(음력 5월 21일))는 고려의 문신이다. 본관은 영광으로, 벼슬은 중추원부사(中樞院副使)에 이르렀다. 승려 지겸(志謙: 1145년~1229년 7월 29일(음력 7월 8일))은 그의 6대손이다.

## 이력
- 성종 재위기[3] : 진사과(進士科)에 급제함.
- 목종 재위기
  - 말기: 태학박사로 임명됨.[4]
  - 10년(1007년): 탐라(耽羅: 현 제주특별자치도)에서 상서로운 산이 바다에서 솟아나왔다고 보고해오자, 조정에서 전공지를 보내어 알아보게 한 뒤 직접 산 밑에 가 그 모양을 그려서 왕에게 바침.[5]
- 1012년(현종 3): 6월[6]에 형부시랑으로서 하절문후사가 되어 거란에 가서 현종이 병이 있어 몸소 입조할 수 없다는 최종 통고를 전함. 이에 분노한 거란 성종이 강동 6주(흥화(興化)·통주(通州)·용주(龍州)·철주(鐵州)·곽주(郭州)·귀주(龜州))를 무력으로 빼앗겠다고 천명함.[7]
- 1014년(현종 5): 중추원부사로서 이부시랑에 이르렀으며, 같은 해 5월 21일(양력 6월 21일)에 죽음.[1]

## 평가
외교문서를 잘 작성했으며 중앙과 지방의 벼슬을 지낸 이십여 년 동안 근면하며 조신했다고 평가받았다.

## 상훈과 추모
죽은 뒤에 좌산기상시(左散騎常侍)로 추증되었다.

## 전기 자료
- 《고려사》 권94, 〈열전〉7, 전공지